# Парк столетия династии Вангчук
Парк столетия династии Вангчук (англ. Wangchuck Centennial Park, Вангчук Сентенниал Парк) — крупнейший национальный парк королевства Бутан, площадью 4914 км². Расположен на севере страны на границе с Тибетом и ограничен притоками бассейна Вонг-Чу (Райдак) на западе. Занимает большую часть северных округов Бумтанг, Лхунце и Вангду-Пходранг, на западе примыкает к национальному парку Джигме Дорджи, на востоке — к природному заказнику Бумделинг и национальному парку Тхрумшинг. Через биологический коридор связан с Национальным парком Джигме Сингье Вангчука в Центральном Бутане. Здесь расположены истоки четырех основных речных систем Бутана: Пунатсанг-чу, Мангде-чу, Чамкхар-чу и Кури-чу. Таким образом, большая часть северного Бутана является частью этих охраняемых территорий.
В 2008 году официально стал десятым национальным парком Бутана в память о династии Вангчук, правившей страной на протяжении 100 лет. После включения парка в список охраняемых территорий, общая площадь заповедников в Бутане превысила 50 % площади страны.
Здесь обитают 244 вида растений, 23 вида крупных млекопитающих и 134 вида птиц. Встречаются такие животные как снежный барс (Uncia uncia) , такин (Budorcas taxicolor whitei), леопард (panthera pardus) и гималайский медведь (Ursus thibetanus laniger),а также обитающий только в данной области Бутана тибетский волк(Canis lupus chanco).
Парк столетия династии Вангчук — единственный национальный парк в Бутане, которым Всемирный фонд дикой природы управляет совместно с правительством с момента основания в 2008 году.